# Carsch-Haus

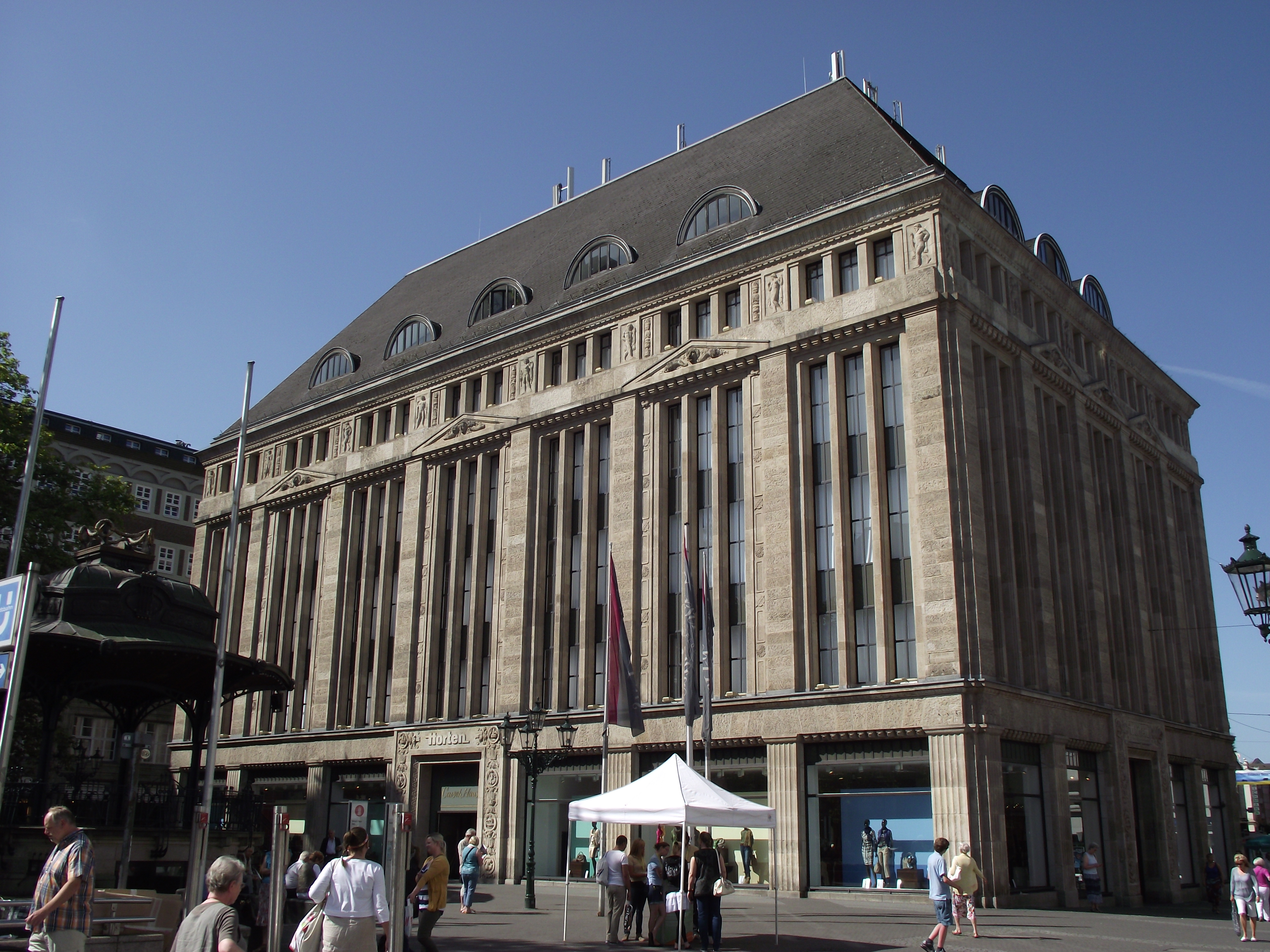
Carsch-Haus in Düsseldorf

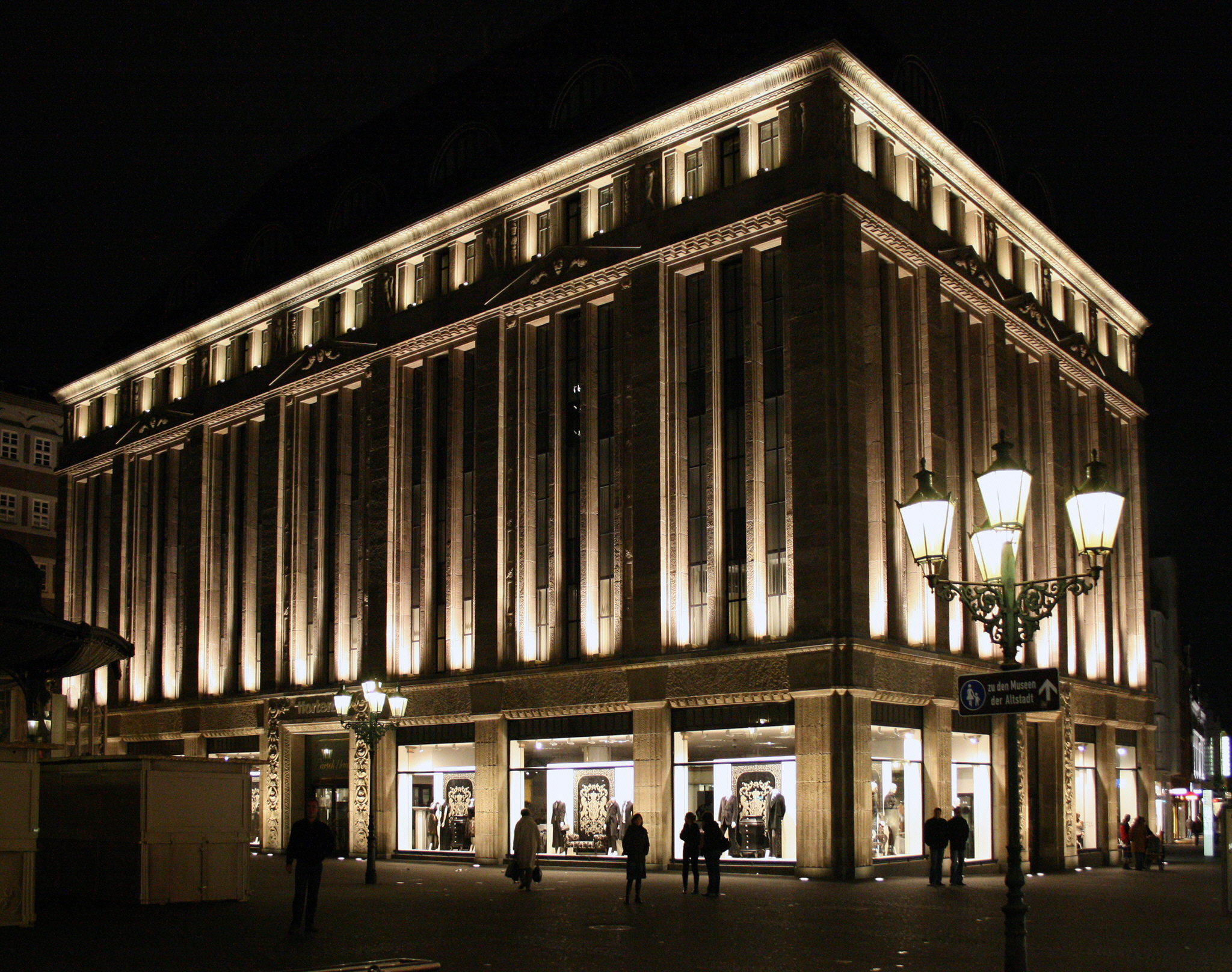
Carsch-Haus mit nächtlicher Beleuchtung

Das Carsch-Haus ist ein Kaufhaus in Düsseldorf. Es wurde als Filiale des Kaufhaus-Unternehmens Carsch & Co. gebaut. Derzeit befindet sich die Immobilie in einer Umbauphase zu einem Kaufhaus des Westens, die städtebaulich mit dem Platzraum an der Heinrich-Heine-Allee und dem U-Bahnhof Heinrich-Heine-Allee verknüpft ist. Dieses Vorhaben geriet seit Oktober 2023 ins Stocken, infolge der Insolvenz der Signa Holding des Immobilieninvestors René Benko, der an dem Projekt maßgeblich beteiligt war. Nach Verhandlungen, die bis Mitte 2025 dauerten, erwarb ein weiterer Beteiligter, der thailändische Investor Central Group, die Anteile Benkos aus der Insolvenzmasse.

## Geschichte

### Der erste Bau
Paul Carsch bot der Stadt Düsseldorf am 23. Mai 1911 an, einen Häuserblock in der Altstadt an der Alleestraße – der heutigen Heinrich-Heine-Allee – mit einem einheitlichen Geschäftshaus zu bebauen. Das Gebäude sollte im Bereich des Allee-Platzes  zwischen der Flinger Straße, der Alleestraße, der Neubrückstraße und dem Stadtbrückchen gebaut werden. Die Stadt war von diesem Vorhaben so sehr angetan, dass bereits nach acht Tagen die Zustimmung erfolgte.
So beauftragte Carsch den im Kaufhaus- und Geschäftshausbau erfahrenen Architekten Otto Engler (1861–1940) mit der Planung eines fünfgeschossigen Baus mit neoklassizistischer Sandstein-Fassade. Im April 1913 wurde der Bauantrag gestellt und noch im selben Jahr genehmigt. Nach zweijähriger Bauzeit fand am 10. März 1915 die feierliche Eröffnung des Gebäudes statt. Aus einem Inserat: „Gustav Carsch & Co. Düsseldorf. Am Hindenburgwall, der Grenze zwischen Altstadt und Neustadt gelegen. Das Haus für vornehme Herren- und Knabenkleidung, Sport- und Livree-Kleidung + Herren-Mode-Artikel.“
Für die Düsseldorfer wurde der Name Carsch-Haus schnell zu einem festen Begriff. Das konnten auch die Machthaber des Nationalsozialismus mit deren Umbenennung in „Modehaus des Westens“ und des Zwangsverkaufs an Carschs Prokuristen Fritz Seiffert im Rahmen der Arisierung nicht ändern. Paul Carsch konnte der Deportation noch rechtzeitig entkommen und emigrierte im April 1939 nach Amsterdam.
Bei den Bombenangriffen des Zweiten Weltkriegs wurde das Gebäude im Juni 1943 stark beschädigt. Die Eisenbeton-Skelettkonstruktion des Gebäudes erwies sich allerdings als sehr robust, sodass die Besatzungsmächte nach dem Krieg dafür sorgten, dass die Volkshochschule im Rahmen der von den Alliierten im Zusammenhang mit der Entnazifizierung durchgeführten demokratischen Bildungsarbeit (Reeducation) und das internationale Bildungszentrum „Die Brücke“ mit einer umfangreichen fremdsprachlichen Bibliothek einziehen konnten. Dort gründeten Lilo Milchsack und ihre Mitstreiter am 18. März 1949 die Gesellschaft für kulturellen Austausch mit England e. V., aus der die heutige Deutsch-Britische Gesellschaft hervorging. Ein weiterer Nutzer wurde bis 1967 das private Theater „Kammerspiele“ unter der Leitung von Hansjörg Utzerath. Danach wurde das Gebäude wieder einige Jahre als Kaufhaus genutzt.

### Der Abriss
Im Jahr 1974 wurde vom Düsseldorfer Baudezernenten Rüdiger Recknagel (1926–2012) ein Planfeststellungsverfahren beantragt, um das Gebäude für den Bau der U-Bahn und des U-Bahnhofs Heinrich-Heine-Allee abzureißen. Daraufhin wurde im April 1976 vom Rheinischen Verein für Denkmalpflege eine Versetzung (Translozierung) des Carsch-Hauses vorgeschlagen, der dabei von der Horten AG als Finanzier unterstützt wurde und für lange kommunalpolitische Diskussionen sorgte. Die beiden Düsseldorfer Architekturbüros HPP Hentrich, Petschnigg & Partner und RKW Rhode Kellermann Wawrowsky wurden mit der Planung des Vorhabens beauftragt und schlossen sich dafür zur Architekturgemeinschaft Carsch-Haus zusammen. Innerhalb der sechs Jahre dauernden Planungsphase wurden mehr als 2500 Baupläne erstellt, und es wurde beschlossen, das Gebäude abzureißen und an versetzter Stelle ein neues zu bauen, an dem die alte Fassade befestigt wurde.
Am 5. Juli 1979 wurde mit den Abbrucharbeiten begonnen, bei denen 4800 Fassadensteine nummeriert und katalogisiert werden mussten. Diese wurden in Düsseldorf-Volmerswerth zwischengelagert und restauriert. Dabei musste eine verhältnismäßig geringe Anzahl durch neue Steine ersetzt werden. Parallel zu den Restaurierungsarbeiten wurde mit dem Neubau begonnen, und im März 1983 konnte der letzte Stein der alten Fassade an dem neuen Gebäude befestigt werden.

### Der Neubau
Durch den Neubau des am 27. September 1984 feierlich eröffneten Carsch-Hauses entstanden 10.500 m² Verkaufsfläche auf sechs Etagen. 2200 m² davon entfallen auf den unterirdischen Bereich, der auch einen direkten Zugang zum U-Bahnhof ermöglicht. Im Rahmen der umfangreichen Baumaßnahmen wurde gemeinsam mit dem benachbarten Wilhelm-Marx-Haus auch eine Tiefgarage eingerichtet.
Bei seiner Neueröffnung war das Carsch-Haus das bundesweit einzige Horten-Kaufhaus, das einen eigenständigen Namen führte und sich mit einem exklusiveren Produktsortiment von den anderen Standorten der Kaufhauskette abhob. Daran änderte sich auch durch die Übernahme von Horten 1994 durch die Kaufhof Holding nichts, die damit über zwei Kaufhäuser in unmittelbarer Nachbarschaft verfügte. Die weitere Entwicklung der Eigentums-Gesellschaft führte auch für das Carsch-Haus über die Fusion der Kaufhaus Holding mit der Metro Cash & Carry 1996 und der Umwandlung 2008 in die „Galeria Kaufhof GmbH“. Ende September 2015 verkaufte die Metro Galeria Kaufhof an die inzwischen aufgelöste Hudson’s Bay Company (HBC).

Eingänge weiterhin mit dem Schriftzug „Horten“ (2017)
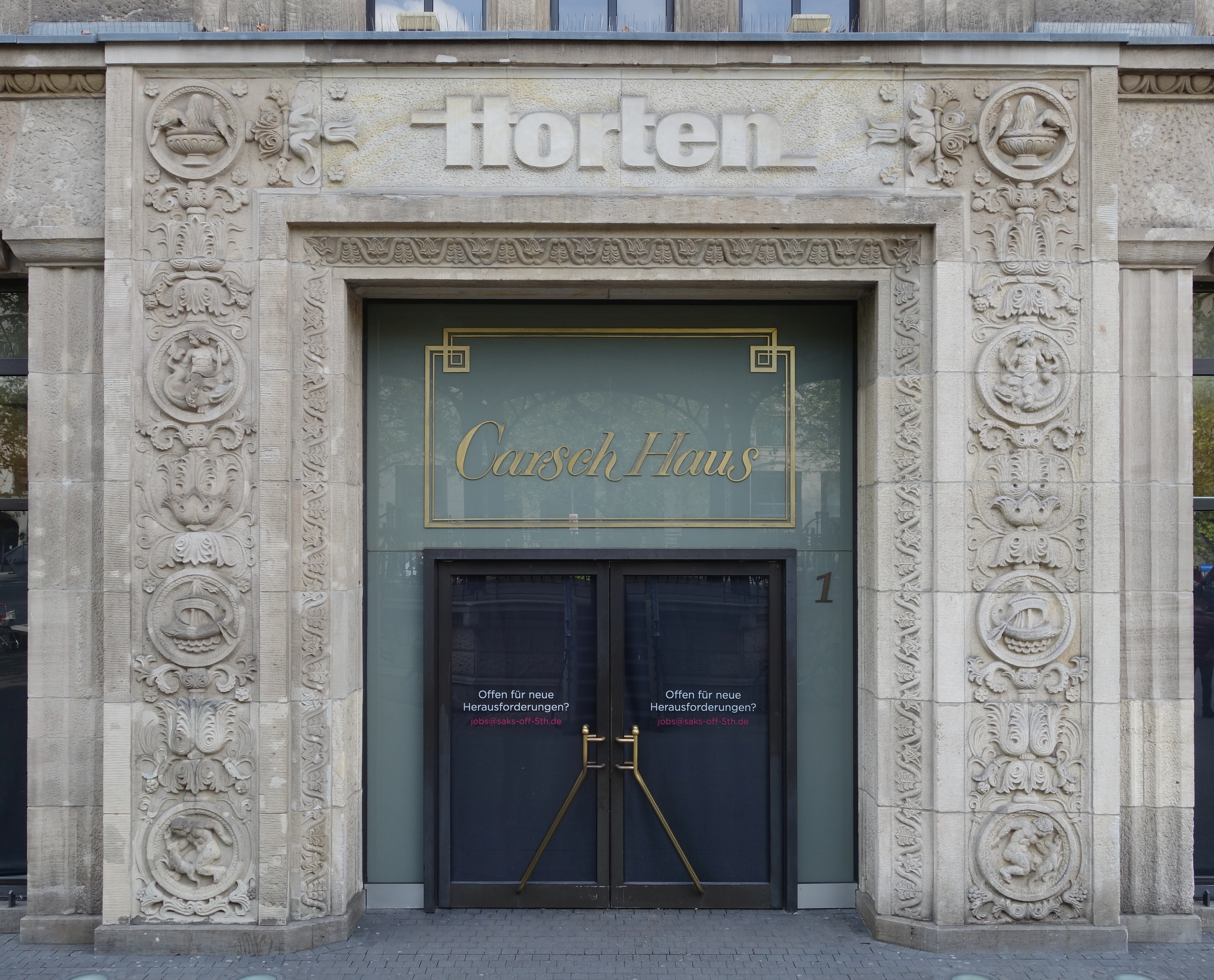
Heinrich-Heine-Platz
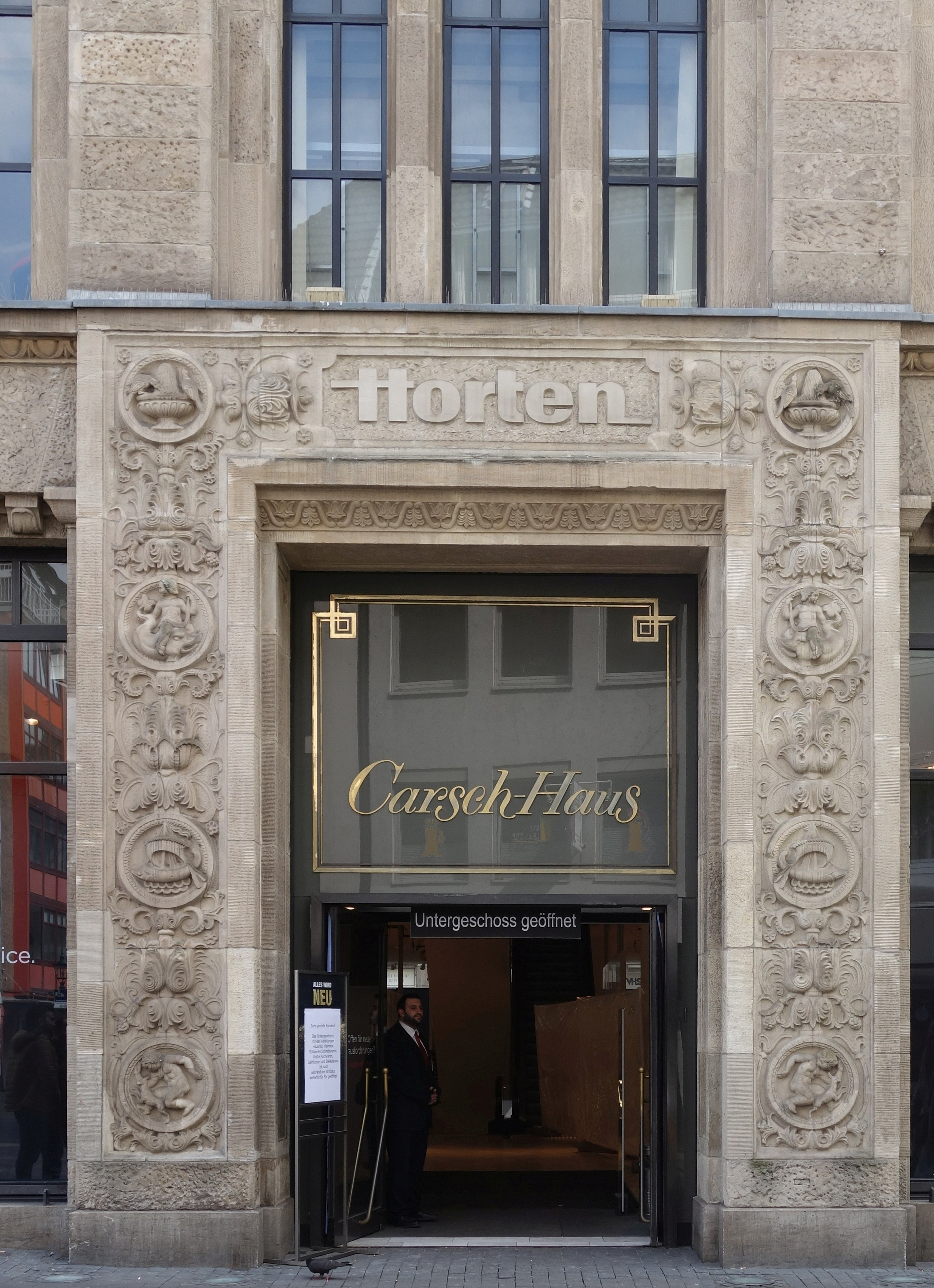
Flinger Straße

2016 begann unter der Hudson’s Bay Company eine umfassende Modernisierung des Inneren des Kaufhofs an der Königsallee. In diesem Zusammenhang wurde die Lebensmittelabteilung mit Süßwaren, Spirituosen und Weine in das Untergeschoss des Carsch-Hauses verlegt und mit der dortigen Abteilung zusammengefasst. Der im Carsch-Haus bereits vorhandene Bereich für Lebensmittel und Gourmetangebote wurde damit vergrößert und weiter ausgebaut.
Seit Anfang 2017 firmierte das Carsch-Haus, wie der benachbarte Kaufhof, ebenfalls unter dem Namen „Kaufhof-Galeria“. Allerdings wurde zum gleichen Zeitpunkt bekannt, dass eine Umorganisation vorgesehen war und der bisherige Betrieb beendet wird. Seit Ende 2016 liefen bereits Ausverkauf und Räumung ab dem Erdgeschoss aufwärts, diese waren bis Februar 2017 beendet und der Betrieb seitdem eingestellt. Es folgte eine Modernisierung der Inneneinrichtung, lediglich im Untergeschoss wurden Verkauf und Betrieb auch zu dieser Zeit weitergeführt.

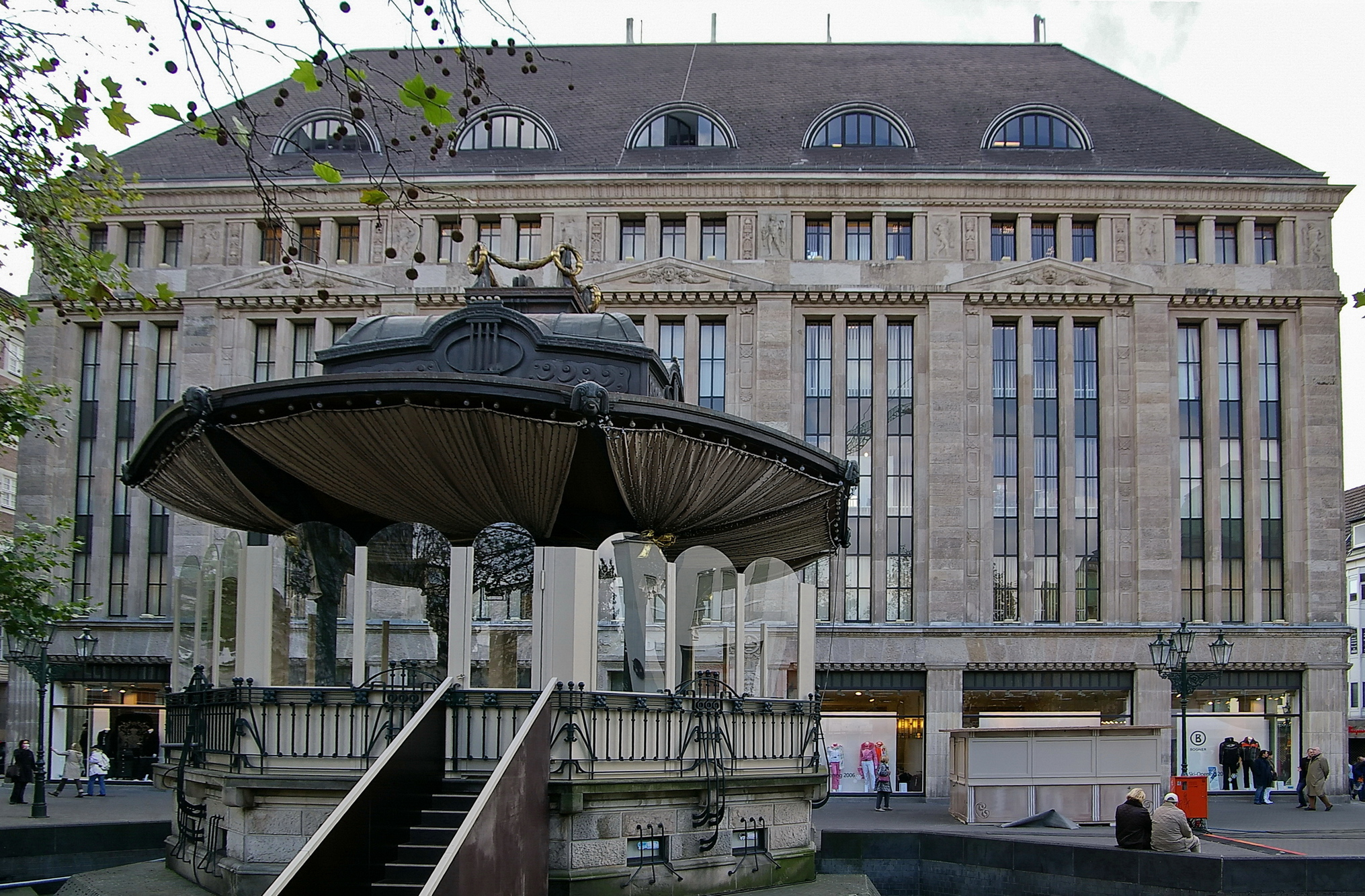
Carsch-Haus, noch mit dem 2022 abgebauten Musikpavillon

In den neu eingerichteten Geschossen eröffnete der Kaufhof-Eigentümer HBC nach Ende der Modernisierung am 8. Juni 2017 die erste deutsche Filiale seiner Kette Saks Off 5th als Outlet-Center für Design-Mode. Zum 30. Juni 2019 schloss sie das Geschäft mit einem Ausverkauf, nachdem die österreichische Signa Holding die Immobilie zu 100 Prozent übernommen hatte. Im Rahmen der Umgestaltung des Vorplatzes wurde der historisierende Musikpavillon abgebaut und eingelagert.
Das Kaufhaus des Westens hatte für den Herbst 2023 einen Einzug anvisiert. Inzwischen wurde die Eröffnung auf das Jahr 2025 verschoben. Auf dem Heinrich-Heine-Platz soll ein neuer Lichthof mit direktem Zugang zum Untergeschoss des Carsch-Hauses entstehen. Durch den Wegfall der Verbindungsstraße von der Heinrich-Heine-Allee zur Kasernenstraße wird der Platz um das Doppelte seiner bisherigen Größe anwachsen. In der fünften Etage des Gebäudes soll ein Lounge-Bereich mit Gastronomie untergebracht werden.
Im Jahr 2023 ging die Signa Holding in Konkurs. Die thailändische Central Group wollte das Gebäude übernehmen, fand aber keinen Partner, der die restlichen Anteile von Signa aus der Konkursmasse erwerben wollte. Die Bauarbeiten ruhten seit Oktober 2023, weil offene Rechnungen der Bau-Dienstleister nicht mehr beglichen wurden.

## Carsch-Haus Wiesbaden
Das 1967 gegründete Kaufhaus Horten in Wiesbaden trug von 1985 bis zur Neugestaltung als „Galeria Kaufhof“ 1997 ebenfalls den Namen „Carsch-Haus“. Ein direkter Bezug zum historischen Carsch-Haus ist nicht feststellbar.